# Gabinete Tardieu I
O Gabinete Tardieu I foi o ministério formado por André Tardieu em 03 de novembro de 1929 e dissolvido em 17 de fevereiro de 1930. Foi o 82º gabinete da Terceira República Francesa, sendo antecedido pelo Gabinete Briand XI e sucedido pelo Gabinete Chautemps I.

## Contexto
Nomeado Presidente do Conselho de Ministros, André Tardieu, membro da "Aliança Democrática (AD)", tentou formar um governo apoiado por uma ampla coalizão que ia da centro-esquerda à direita.
Sem uma verdadeira base parlamentar, seu primeiro gabinete durará menos de quatro meses. Em 21 de fevereiro de 1930, ele foi substituído por Camille Chautemps.

## Composição

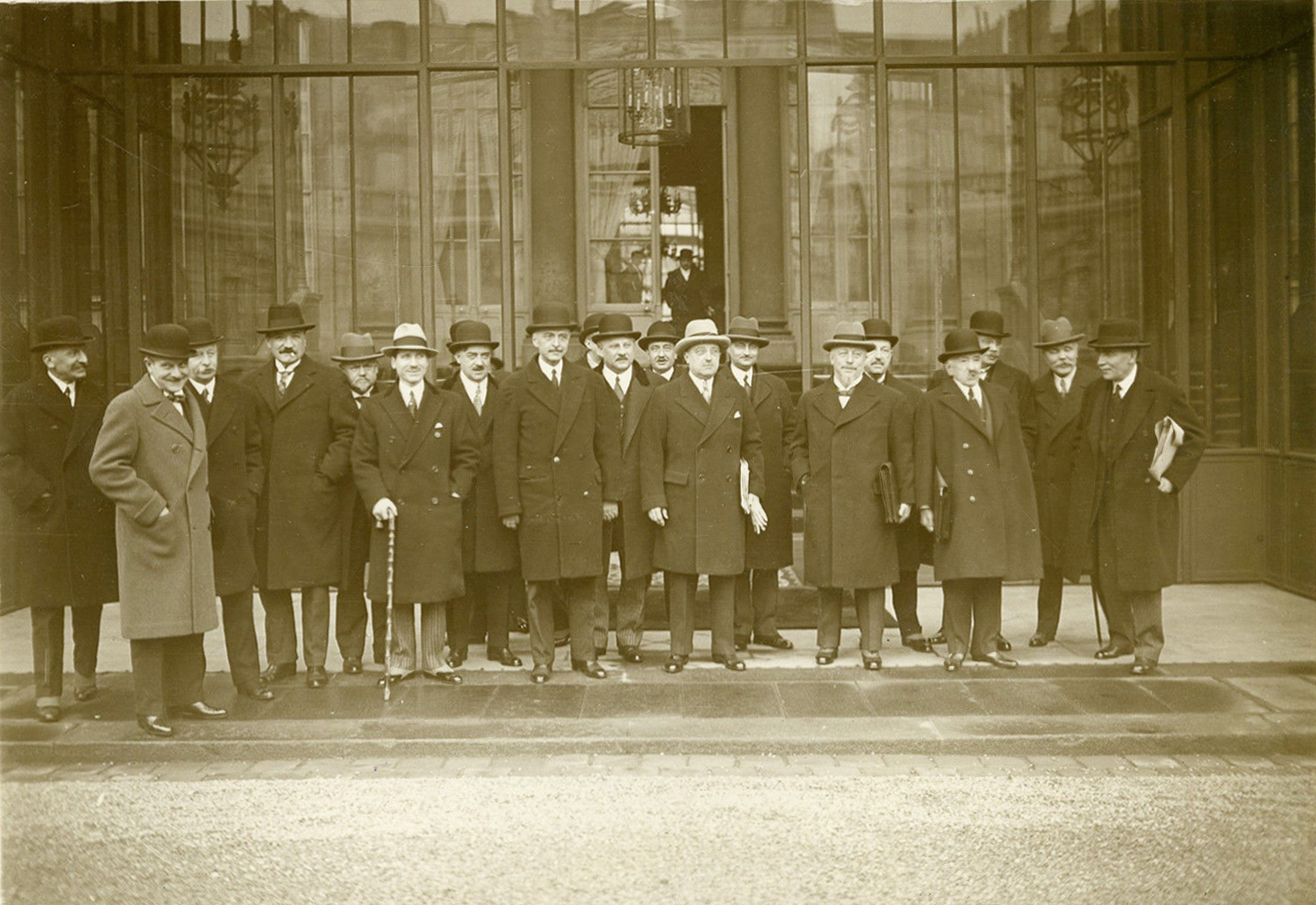
O 1º Gabinete Tardieu em fotografia de 1930.

- Presidente da República: Gaston Doumergue
- Presidente do Conselho de Ministros: André Tardieu
- Vice-presidente do Conselho de Ministros: Lucien Hubert
- Ministro dos Estrangeiros: Aristide Briand
- Ministro da Justiça: Lucien Hubert
- Ministro do Interior: André Tardieu
- Ministro da Guerra: André Maginot
- Ministro das Finanças: Henry Chéron
- Ministro da Marinha: Georges Leygues
- Ministro da Instrução Pública e Belas Artes: Pierre Marraud
- Ministro das Obras Públicas: Georges Pernot
- Ministro da Agricultura: Jean Hennessy
- Ministro do Comércio e Indústria: Pierre-Étienne Flandin
- Ministro das Colônias: François Piétri
- Ministro do Trabalho, Higiene, Assistência e Segurança Social: Louis Loucheur
- Ministro das Pensões: Claudius Gallet
- Ministro do Ar: Laurent Eynac
- Ministro dos Correios, Telégrafos e Telefones: Louis Germain-Martin
- Ministro da Marinha Mercante: Louis Rollin